# Abraham Weil

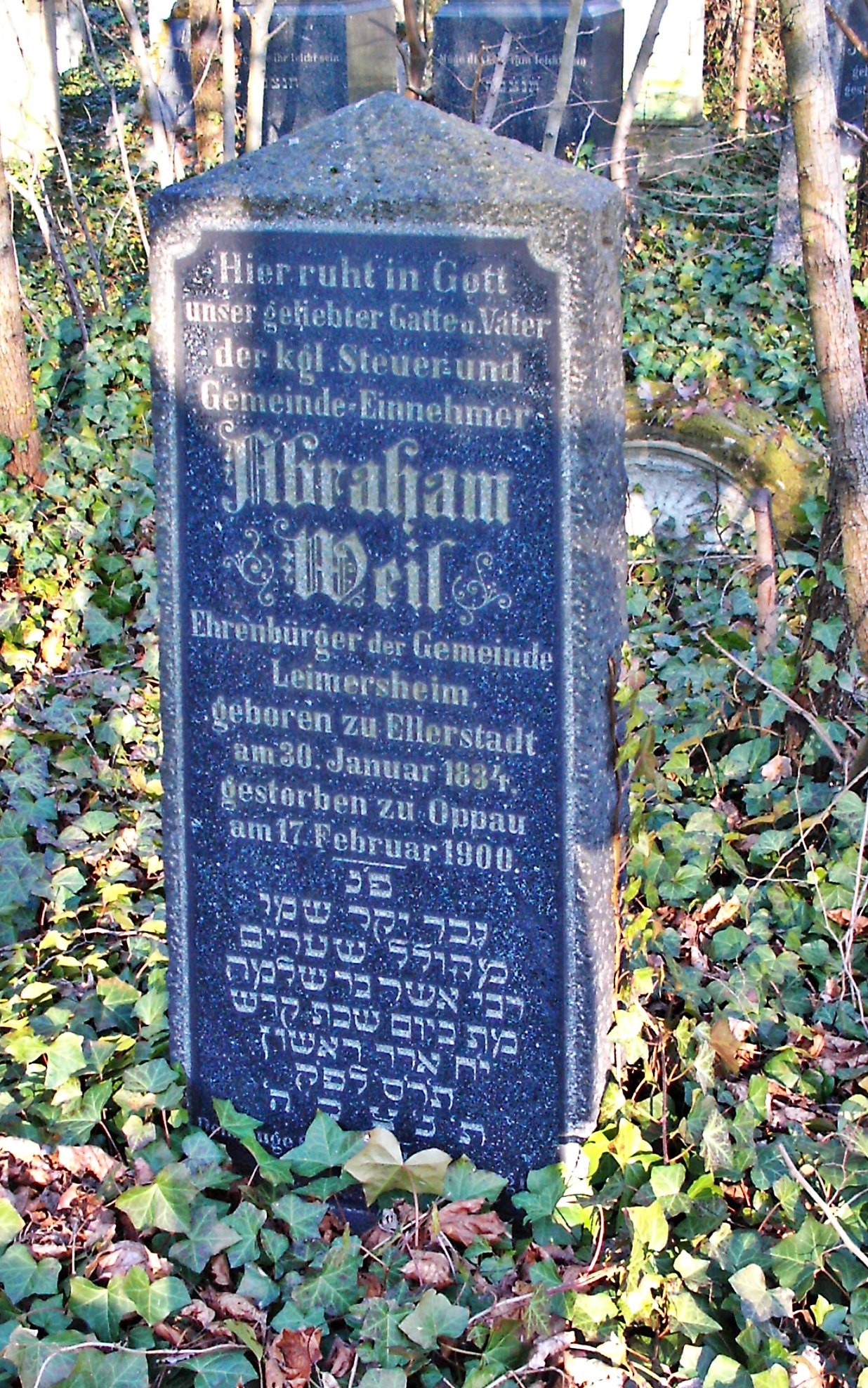
Grab von Abraham Weil; jüdischer Friedhof Frankenthal (Pfalz)

Abraham Weil (* 30. Januar 1834 in Ellerstadt; † 17. Februar 1900 in Ludwigshafen-Oppau) war ein deutscher Finanzbeamter jüdischer Herkunft und Ehrenbürger der Gemeinde Leimersheim in der Pfalz.

## Leben und Wirken
Abraham Weil war jüdischer Abstammung und kam aus Ellerstadt. Er wurde geboren als der Sohn des Ellerstadter Handelsmannes Salomon Weil (1800–1861) und dessen Gattin Helena Lea (geborene Meyer) aus Bad Homburg vor der Höhe.
Weil arbeitete als königlich bayerischer Steuer- und Gemeindeeinnehmer. Zunächst wirkte er als Rentamtsgehilfe in Annweiler und avancierte 1865 zum Einnehmer in Trippstadt.
1869 wurde Abraham Weil auf eigenen Wunsch von Trippstadt ins vorderpfälzische Leimersheim versetzt. Hier gründete er 1875 die Gemeindesparkasse, was sich vorteilhaft auf die Entwicklung des Dorfes auswirkte. Deshalb ernannte man Weil 1884 zum Ehrenbürger von Leimersheim und benannte 1963 auch eine Straße nach ihm.
Der Beamte starb 1900 in Ludwigshafen-Oppau und wurde auf dem jüdischen Friedhof in Frankenthal (Pfalz) beigesetzt, wo sein Grabstein erhalten ist.

## Familie
Abraham Weil heiratete am 22. Februar 1869 in Kaiserslautern  Berta geb. Seligmann (* 1847), die aus Frankreich stammte und am 21. September 1905 in Mannheim starb. Sie hatten mehrere Kinder, darunter:
- Thekla, geboren 1871. Sie heiratete den Hotelier Richard Moldenhauer (1877–1963). Ihr Sohn ist der Mainzer Pianist und Musikwissenschaftler Hans Moldenhauer (1906–1987).[3]
- Mathilda, geboren am 18. August 1882 in Leimersheim. Sie heiratete am 13. Juni 1901 in Mannheim Karl Fischel, geboren am 4. März 1872 in Tilsit/Ostpreußen. Sie hatten 4 Kinder. Am 22. November 1937 flüchteten die Eheleute Karl und Mathilda Fischel geb. Weil von Mannheim in die USA. Sie starben kurz hintereinander 1962 and 1963. Sie sind die Urgroßeltern von Rabbi Suzanne H. Carter in Delray Beach, Florida.[4]
- Marie, geboren am 7. August 1873 in Leimersheim
- Theresia, geboren am 21. September 1875 in Leimersheim, gestorben am 17. Juni 1896 in Oppau
- Ludwig, geboren am 21. Mai 1884 in Oppau
- Albert, geboren am 10. Mai 1886 in Oppau, gestorben am 25. Februar 1898 in Oppau